# Matthias Küsters
Johann Matthias Küsters (* 28. Dezember 1856 in Balberg; † 2. Juli 1936 ebenda) war ein deutscher Gutsherr und Politiker (Deutsche Zentrumspartei).

## Leben
Küsters war Kreisdeputierter des Kreises Moers. Von 1919 bis 1921 war er Mitglied der Preußischen Landesversammlung und von 1921 bis 1924 Abgeordneter des Preußischen Landtages. Er war Mitglied diverser lokaler landwirtschaftlicher Organisationen. Küsters lebte auf Gut Santfurt mit seiner Frau Helene Margarete, geborene Scholten († 28. Mai 1883), und seinen acht Kindern.

## Auszeichnungen
- Königlicher Kronenorden (1909)
- Ehrenbürger der Gemeinde Labbeck (1927) wegen „seiner Verdienste um die engere und weitere Heimat“
- Träger des Ehrentitels „Ökonomierat“